# Daisy Osakue
Daisy Osakue (* 16. Januar 1996 in Turin) ist eine italienische Leichtathletin, die sich auf den Diskuswurf spezialisiert hat. Sie ist aktuell Inhaberin des Landesrekordes im Diskuswurf.

## Sportliche Laufbahn
Erste Erfahrungen bei internationalen Wettkämpfen sammelte Daisy Osakue 2015 bei den U20-Europameisterschaften in Eskilstuna, bei denen sie mit 42,29 m in der Qualifikation ausschied. Im Jahr darauf belegte sie bei den U23-Mittelmeerspielen in Tunis mit 50,68 m den vierten Platz und 2017 belegte sie bei den U23-Europameisterschaften in Bydgoszcz mit 14,64 m Rang 13 im Kugelstoßen und schied im Diskusbewerb ohne einen gültigen Versuch in der Qualifikation aus. 2018 siegte sie mit 58,49 m bei den U23-Mittelmeerspielen in Jesolo und erreichte anschließend bei den Mittelmeerspielen in Tarragona mit 51,49 m den elften Platz. Zudem qualifizierte sie sich für die Europameisterschaften, bei denen sie mit 59,32 m auf den fünften Platz gelangte. Im Jahr darauf siegte sie mit neuer Bestleistung von 61,69 m bei den Studentenweltspielen in Neapel. Anfang Oktober schied sie bei den Weltmeisterschaften in Doha mit 57,55 m in der Qualifikationsrunde aus. 2021 nahm sie an den Olympischen Sommerspielen in Tokio teil und gelangte dort mit 59,97 m im Finale auf Rang zwölf.
2022 schied sie bei den Weltmeisterschaften in Eugene mit 54,74 m in der Qualifikationsrunde aus und anschließend verpasste sie auch bei den Europameisterschaften in München mit 56,54 m den Finaleinzug. Im Jahr darauf verbesserte sie den italienischen Landesrekord auf 64,57 m und löste damit Agnese Maffeis als Rekordhalterin ab. Anschließend wurde sie bei der 1. Liga der Team-Europameisterschaft im Zuge der Europaspiele mit 64,35 m Zweite und sicherte sich damit ligenübergreifend die Silbermedaille hinter der Deutschen Kristin Pudenz. Daraufhin siegte sie mit 63,34 m beim Meeting International de Sotteville und gelangte dann bei den Weltmeisterschaften in Budapest mit 61,13 m im Finale auf den zwölften Platz.
2024 verpasste Osakue bei den Europameisterschaften in Rom mit 60,10 m den Finaleinzug. Anschließend belegte sie bei den Olympischen Spielen in Paris mit 63,11 m im Finale den achten Platz, nachdem sie in der Qualifikation exakt dieselbe Weite geworfen hatte.
In den Jahren von 2020 bis 2023 wurde Osakue italienische Meisterin im Diskuswurf.

## Persönliche Bestleistungen
- Kugelstoßen: 15,89 m, 10. März 2018 in Pittsburg
- Diskuswurf: 64,57 m, 11. Juni 2023 in Pietrasanta (italienischer Rekord)